# 惘然記
《惘然記》，是張愛玲的散文集，收錄她在1950至80年代的散文作品，初版在1983年6月出版。在張愛玲百年誕辰之際，皇冠文化出版了增訂版，增添《年畫風格的太平春》一文。

## 收錄散文
- 《亦報》的好文章
- 《張愛玲短篇小說集》自序
- 憶胡適之
- 談看書
- 《連環套》《創世紀》前言
- 談看書後記
- 《張看》自序
- 《張看》附記
- 關於《笑聲淚痕》
- 把我包括在外
- 表姨細姨及其他
- 談吃與畫餅充飢
- 對現代中文的一點小意見
- 人間小札
- 羊毛出在羊身上
- 重訪邊城
- 惘然記
- 信
- 回顧《傾城之戀》
- 關於《小艾》
- 《續集》自序
- 草爐餅
- 年畫風格的太平春